# شویشلیتسه
شویشلیتسه (به لهستانی:  Świesielice) یک روستا در لهستان است که در گمینا چیپیلوو واقع شده‌است.